# Добрянский историко-краеведческий музей
Добрянский историко-краеведческий музей (МБУК "ДИКМ") — музей города Добрянка и Добрянского городского округа Пермского края, Россия. Расположен в здании бывшего двухклассного приходского училища, которое является объектом культурного наследия России регионального значения.

## История создания

### Первый музей Добрянки
Первый музей в Добрянке был организован в 1888 году. Инициатором его создания стал управляющий Добрянским металлургическим заводом Павел Иванович Сюзёв (1837—1893). В нем было широко представлено состояние производства завода, сосредоточено большое количество вырабатываемых сортов железа и ширпотреба, минералогические, геологические и археологические находки, собранные в окрестностях Добрянки. К числу последних можно отнести кости мамонта, найденные на реке Тюсь. В числе экспонатов находились и две «художественно исполненные фигуры-манекены» контуазского мастера и кузнеца в их производственной одежде. Одно время даже называли тех, кого они изображали. Музей Добрянского завода просуществовал до 1916 года. В годы Первой мировой войны музей закрылся.
После революции и гражданской войны в 20-х годов XX столетия музей был воссоздан стараниями лесничего Сысоева. Число экспонатов в нем увеличилось. Среди них были уникальные. Пример тому шпага времен императрицы Анны Иоанновны, с гравировкой на одной стороне лезвия: «богу и отечеству» и на другой «виват Анна Великая». В 1920-х годах поддержки со стороны завода и местных властей получено не было и музей вновь прекратил своё существование. Он был закрыт, а значительная часть экспонатов утеряна.

### История современного музея
Возрождение музея состоялось в 1967 году. Первоначально это был музей на общественных началах. В 1982 году он стал государственным филиалом Пермского областного краеведческого музея, а в 1995 году он вновь поменял статус — был переведен в разряд муниципальных. Основное направление в работе музея — раскрытие истории города и района, роли Добрянки и добрянцев в жизни страны, показ изменений быта и повседневной жизни простых людей, эволюции народной культуры.
В связи потребностью в капитальном ремонте основного здания, музей переехал в здание бывшего детского сада по адресу: ул. Жуковского, 23. Экспозиции открыты для посетителей по графику: вторник – воскресенье, с 10:00 до 17:00.

## Фондовые коллекции
Общий фонд музея на 01.07.2023 г. составляет 35402 единиц хранения, из них основной - 16511, научно-вспомогательный- 18891.
В нумизматической коллекции Добрянского историко-краеведческого музея широко представлены монеты императорского периода России. Самые раритетные среди них – копейка 1728 года из археологической коллекции с поселения Висимский завод и полушка 1734 года чеканки. К числу редких можно отнести 2 копейки Колпинского монетного двора, чеканившиеся всего один 1810 г., и отличающиеся от всех монет того периода своеобразным изображением гербового орла. Собрание дореволюционных кредитных билетов, хранящихся в фондах музея, охватывает период с 1898 по 1912 гг. Прежде всего, интересны билеты достоинством в 100 и в 500 рублей с портретами Екатерины II и Петра I, являющиеся настоящими произведениями искусства. Имеются в музее деньги-марки достоинством в 1, 2, 3, 10, 15 и 20 копеек образца 1915 года и аналогичные марки, но без герба с обратной стороны, отпечатанные в 1917 г. при Временном правительстве. Отражают веяние времени «керенки» - клочки бумаги, напоминающие спичечные этикетки и купюры баснословных номиналов времён гражданской войны.
Интересны коллекции этнографического дерева, одежды и тканей. Здесь собраны детали ткацких станков, туески, лукошки, расписные деревянные прялки, резные деревянные украшения домов, образцы старинной женской и мужской одежды, головные уборы, многоцветные тканые пояса, образцы ткачества, вышивки и кружева.
 Предметы из коллекции чугунного художественного литья экспонировались в Москве на выставке «Пермь Великая» в Государственном Историческом музее в 2000 году, а также в Кировском областном краеведческом музее на выставке «Твоих оград узор чугунный» в 2008 году.
Яркое красочное зрелище представляет собой деревянная расписная посуда – продукция участка токарно-художественных изделий существовавшего ранее в Добрянке домостроительного комбината.
Книжный фонд ценен такими редкостями, как Энциклопедический словарь (78 томов) издателей Ф.А. Брокгауза и И.А. Ефрона, 1890-1914 гг. Из старопечатных книг три экземпляра были выпущены Пермским краевым музеем и вошли в каталог изданий XVIII века, хранящихся в музеях края.
В документальной коллекции большое место занимают личные фонды ветеранов Великой Отечественной войны (фронтовиков и тружеников тыла), Героев Социалистического труда, Почётных граждан Добрянки, передовиков производства, деятелей культуры, просвещения, спорта, здравоохранения.
Обширен и разнообразен фотофонд музея. В нём собраны фотографии и негативы, свидетельствующие о том, как трудились рабочие на Добрянском металлургическом заводе, освещающие ход строительства Пермской ГРЭС, отражающие изменения в жизни района за последние 100 лет, снимки с видами города в прошлом и настоящем, портреты местных жителей.
На основе фондов музея построены следующие экспозиции: «Крестьянская изба», «Зал этнографии», «Добрянский завод Строгановых», «Кабинет управляющего Добрянского завода», «Фотография. Документ и искусство», «Депозитарий», «Из истории образования», «Зал воинской славы», залы с размещением временных выставок.
Аббревиатура музея, а также музейный шифр, которым маркируются предметы и документы - ДИКМ.